# Séchoir à noix

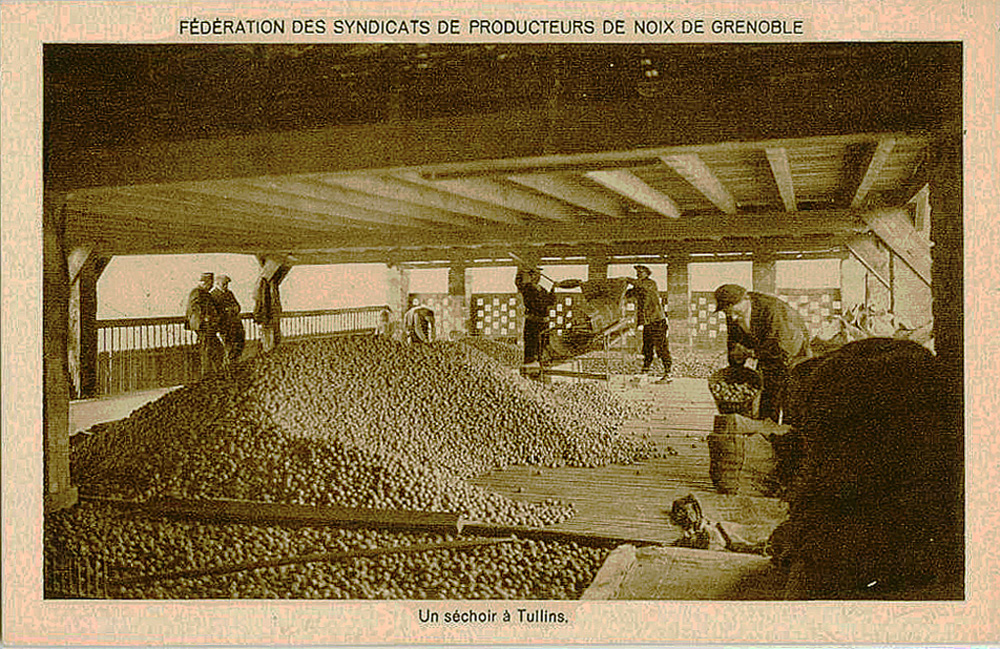
Séchoir à noix à Tullins (autour de 1930)

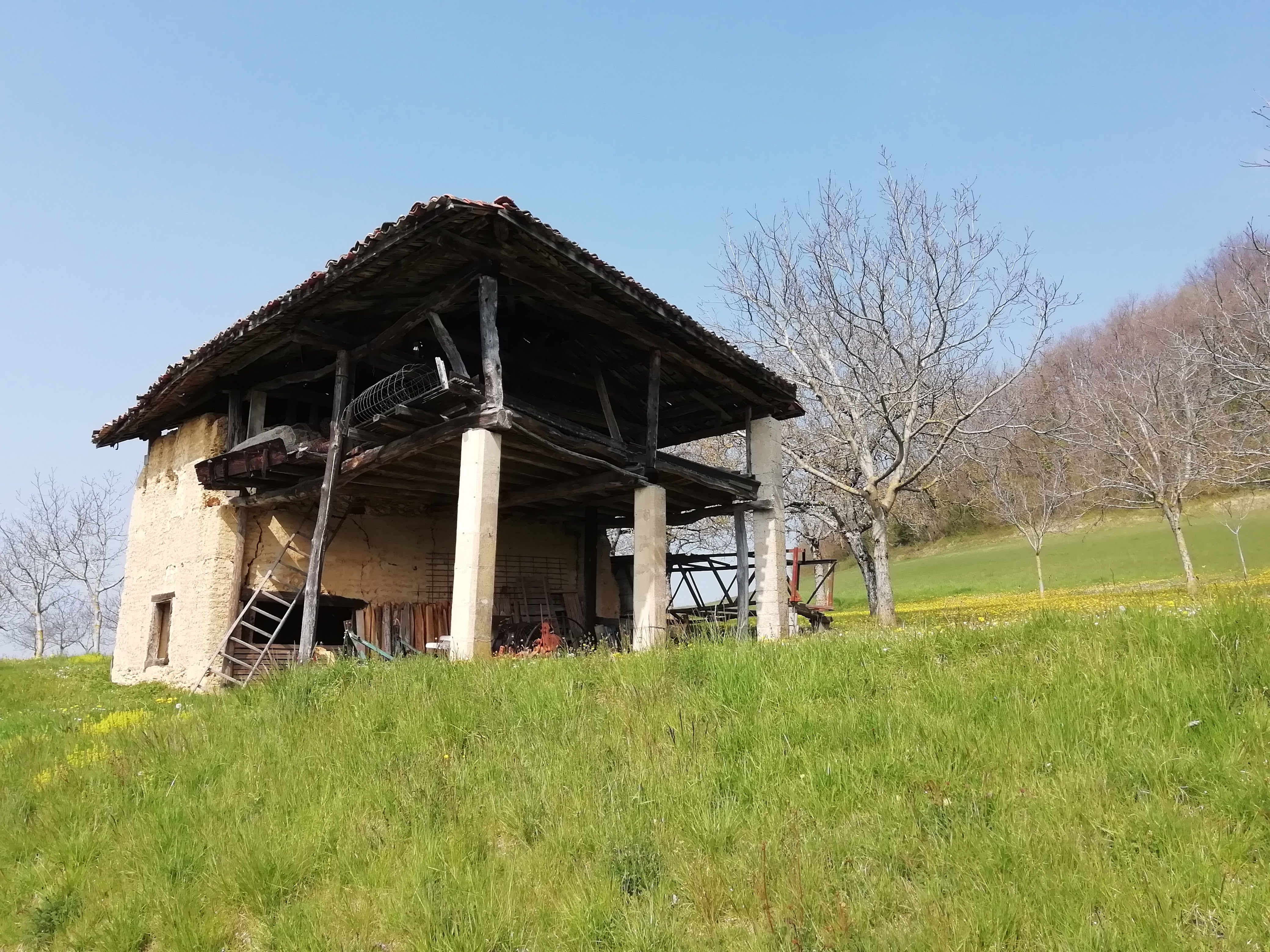
Séchoir à noix à Vatilieu

Le séchoir à noix est une installation architecturale propre au pays où l'on cultive la noix. Sa particularité tient dans sa grande ouverture sur l'extérieur. Construit en hauteur, composé de planchers et de parois ajourés, cette construction, qui s'apparente à une grange, doit permettre la circulation du vent vent afin de sécher les noix tout en les protégeant contre les intempéries, le soleil et les oiseaux.

## Séchoirs à noix remarquables
Le séchoir à noix de Cognin-les-Gorges, bâtiment typique de la vallée de l'Isère entre Grenoble et Romans-sur-Isère, classé au titre des monuments historiques par arrêté du 30 septembre 1994, est situé dans la commune du même nom, le département de l'Isère, non loin de la rivière du même nom.
Le Grand Séchoir (également dénommée « Maison du Pays de la noix ») est installé dans une ancienne ferme du Sud-Grésivaudan avec son séchoir à noix restauré et transformé en un espace muséographique qui présente l'histoire du pays de la noix de Grenoble.
Deux grands séchoirs à noix en bon état sont également visibles sur le territoire de Saint-Michel-de-Saint-Geoirs, toujours en Isère, la vallée du Grésivaudan étant la principale zone de production de la noix de Grenoble.